# Liste europäischer Amphibien
Die Liste europäischer Amphibien enthält alle in Europa vorkommenden Amphibien bis auf Artebene. Als Grenze gilt hier eine Linie, die vom Ural über den Kaukasus und entlang der türkischen Schwarzmeer- und Ägäisküste verläuft. Arten, deren Verbreitungsgebiet nur im südlichen Kaukasus oder im asiatischen Teil der Türkei liegt, werden nicht aufgeführt. Berücksichtigt sind aber die europäischen Mittelmeerinseln einschließlich der griechischen Ägäisinseln vor der türkischen Küste.
Die in Deutschland, Österreich und der Schweiz vorkommenden Arten sind in Fettdruck hervorgehoben.

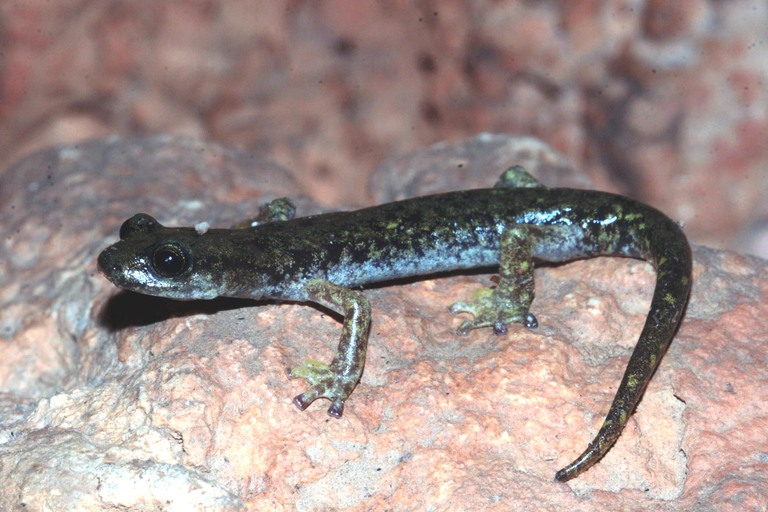
Sopramonte-Höhlensalamander

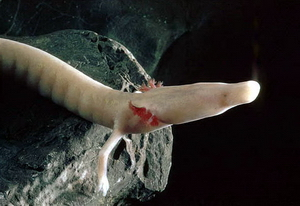
Grottenolm

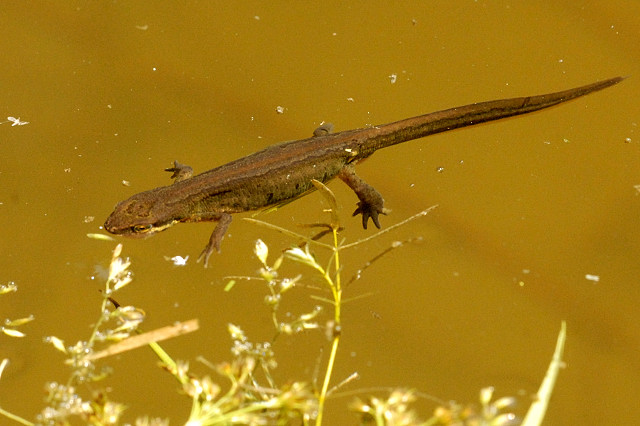
Fadenmolch

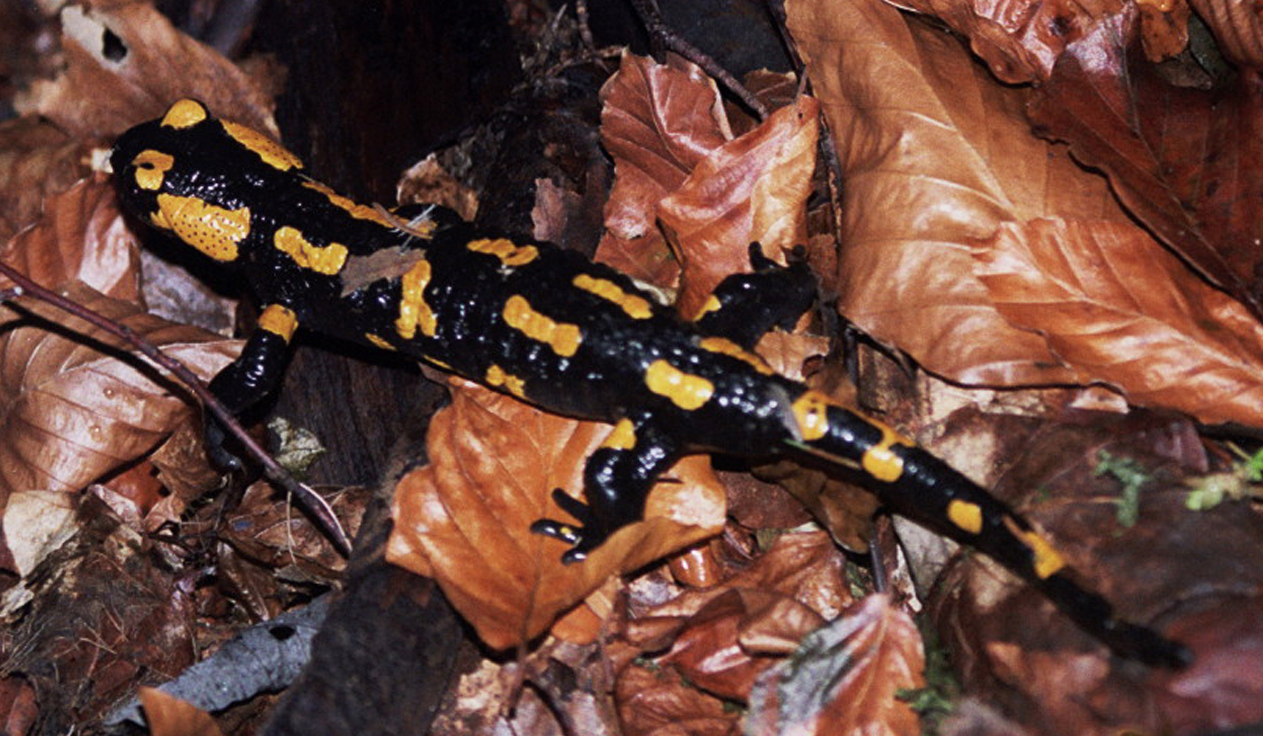
Feuersalamander

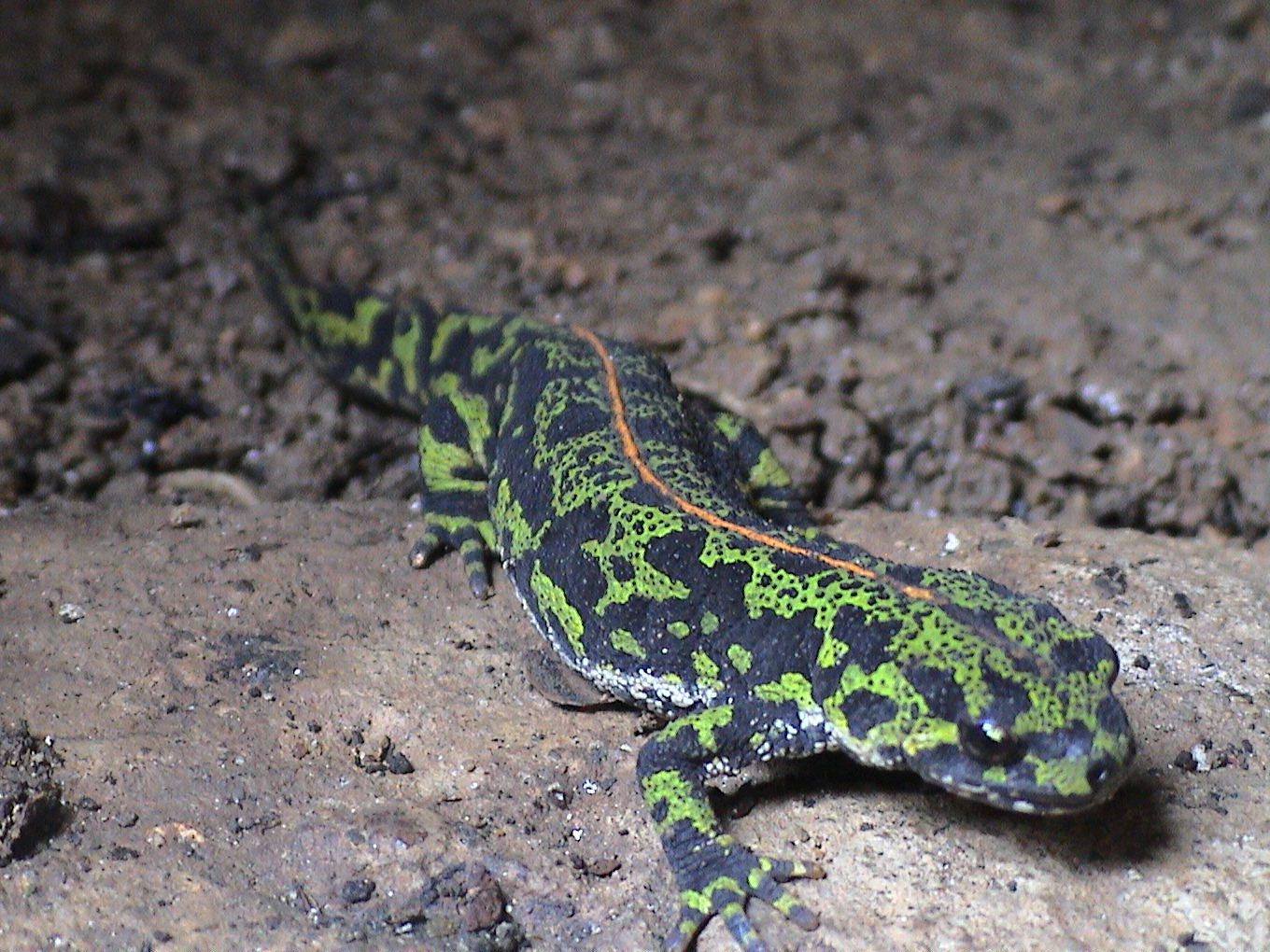
Marmormolch

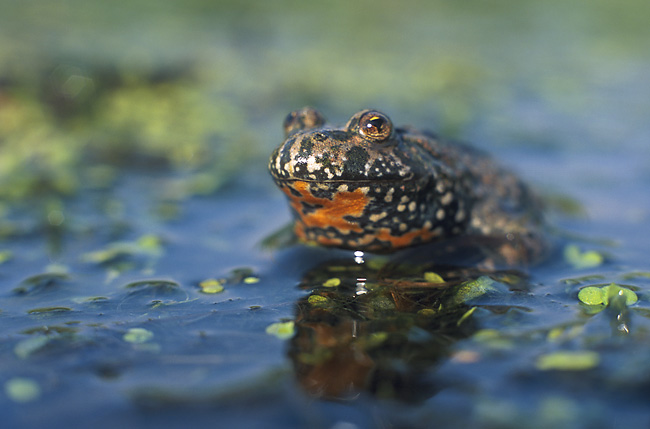
Rotbauchunke

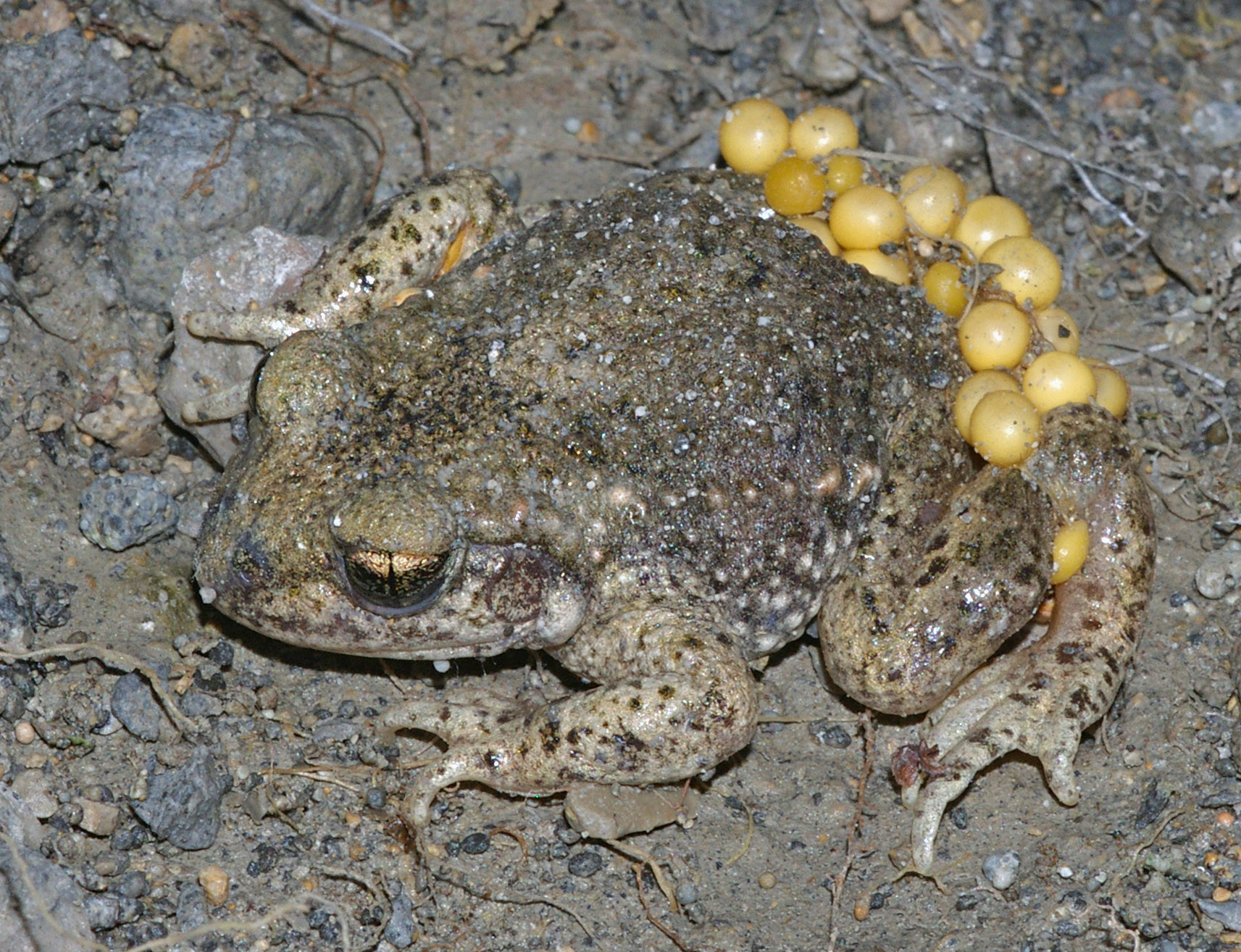
Gemeine Geburtshelferkröte

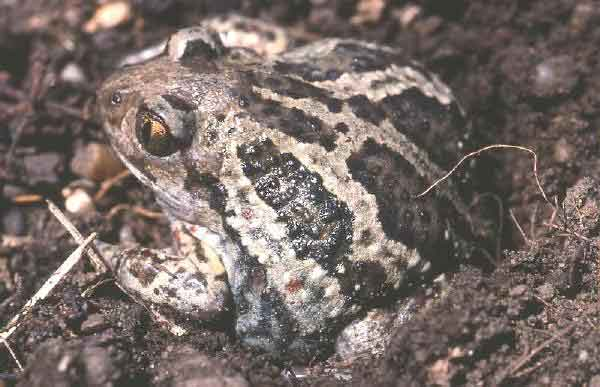
Knoblauchkröte

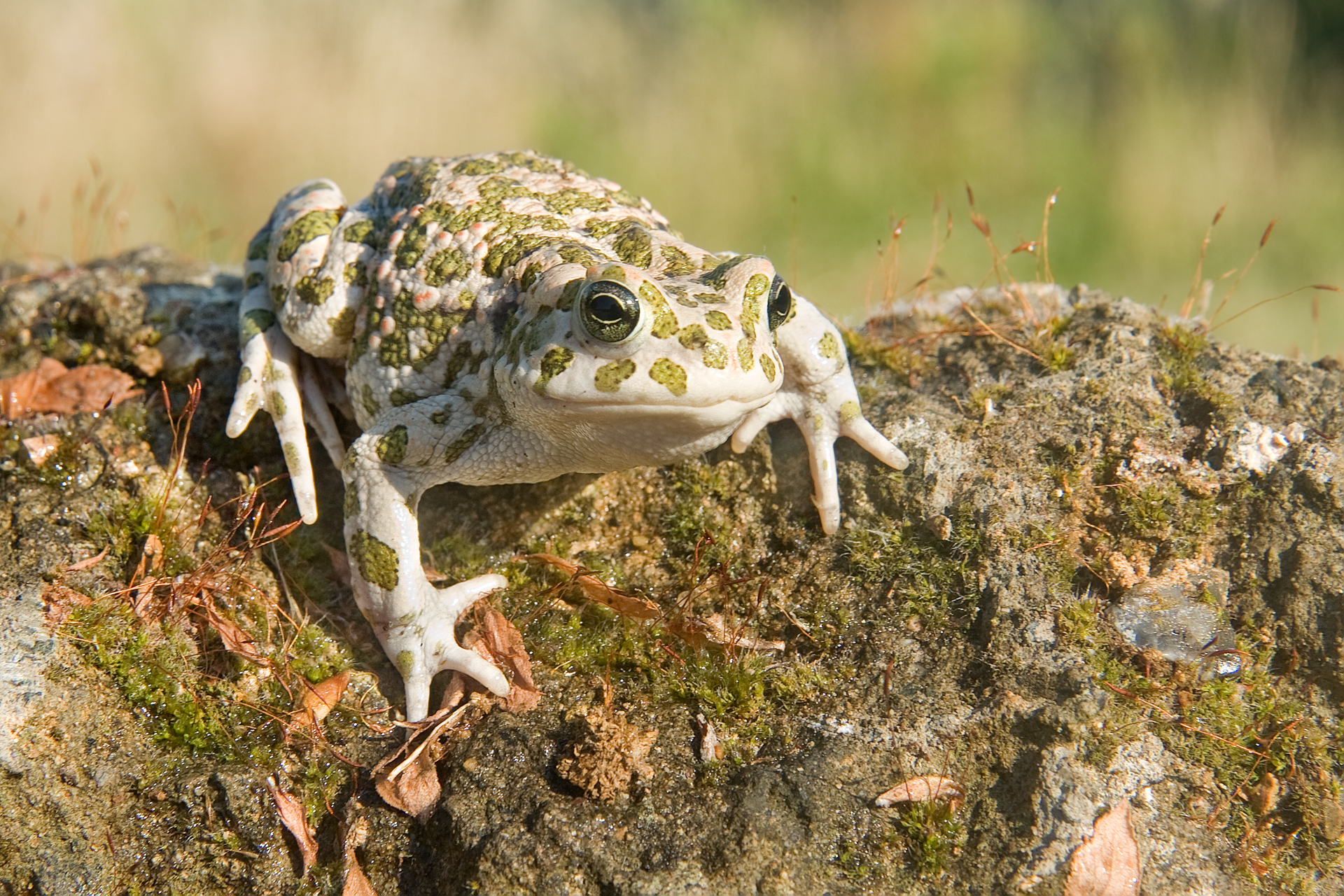
Wechselkröte

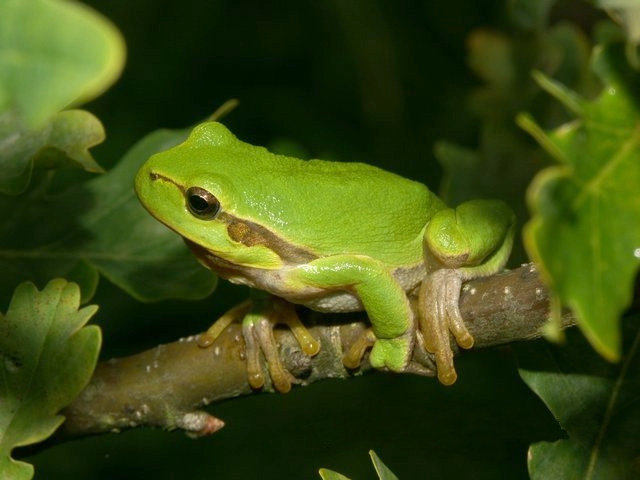
Europäischer Laubfrosch

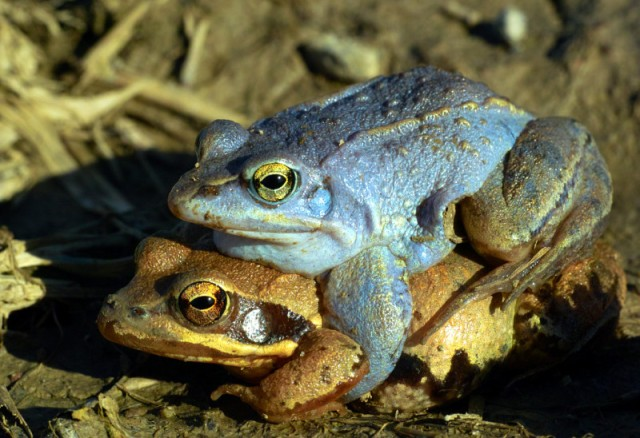
Moorfrösche im Amplexus

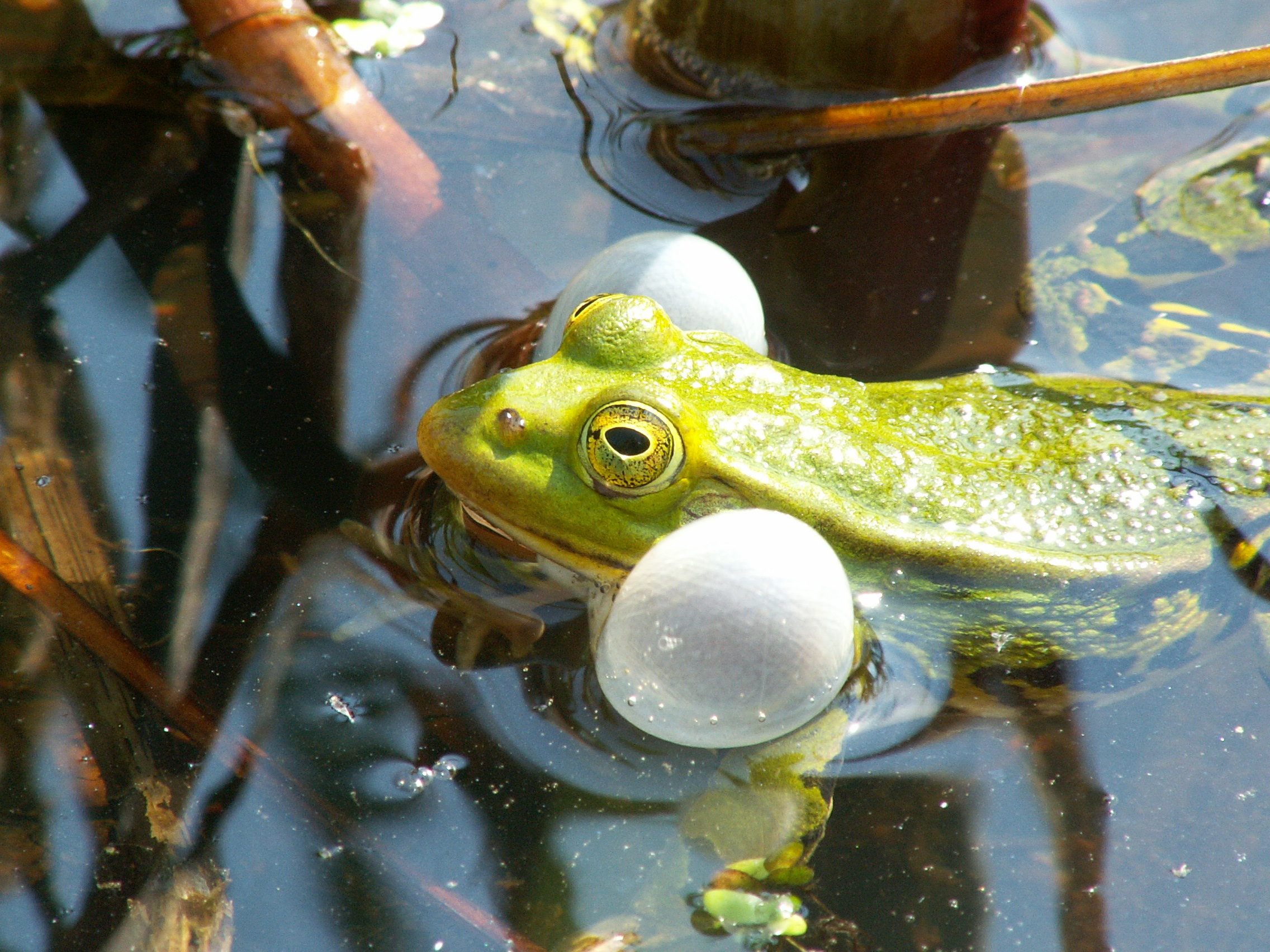
Kleiner Wasserfrosch

## Schwanzlurche(Caudata, Urodela)

### Lungenlose Salamander(Plethodontidae)
- Ambrosis Höhlensalamander (Speleomantes (Hydromantes) ambrosii)
- Monte-Albo-Höhlensalamander (Speleomantes (Hydromantes) flavus)
- Genés Höhlensalamander (Speleomantes (Hydromantes) genei)
- Duftender Höhlensalamander (Speleomantes (Hydromantes) imperialis)
- Italienischer Höhlensalamander (Speleomantes (Hydromantes) italicus)
- Sàrrabus-Höhlensalamander (Speleomantes (Hydromantes) sarrabusensis)
- Ligurischer Höhlensalamander (Speleomantes (Hydromantes) strinatii)
- Sopramonte-Höhlensalamander (Speleomantes (Hydromantes) supramontis)

### Winkelzahnmolche(Hynobiidae)
- Sibirischer Winkelzahnmolch (Salamandrella keyserlingii)

### Olme(Proteidae)
- Grottenolm (Proteus anguinus)

### Echte Salamander und Molche(Salamandridae)
- Pyrenäen-Gebirgsmolch (Calotriton asper)
- Montseny-Gebirgsmolch (Calotriton arnoldi)
- Goldstreifen-Salamander (Chioglossa lusitanica)
- Korsischer Gebirgsmolch (Euproctus montanus)
- Sardischer Gebirgsmolch (Euproctus platycephalus)
- Bergmolch (Ichthyosaura alpestris)
- Spanischer Wassermolch (Lissotriton boscai)
- Griechischer Teichmolch (Lissotriton graecus)
- Fadenmolch (Lissotriton helveticus)
- Italienischer Wassermolch (Lissotriton italicus)
- Kaukasus-Teichmolch (Lissotriton lantzi)
- Südportugiesischer Wassermolch (Lissotriton maltzani)
- Karpatenmolch (Lissotriton montandoni)
- Lissotriton schmidtleri
- Teichmolch (Lissotriton vulgaris)
- Karpathos-Salamander (Lyciasalamandra helverseni)
- Lykischer Salamander (Lyciasalamandra luschani)
- Kaukasus-Salamander (Mertensiella caucasica)
- Nördlicher Bandmolch (Ommatotriton ophryticus )
- Spanischer Rippenmolch (Pleurodeles waltl)
- Alpensalamander (Salamandra atra)
- Korsischer Feuersalamander (Salamandra corsica)
- Lanzas Alpensalamander (Salamandra lanzai)
- Südspanischer Feuersalamander (Salamandra longirostris)
- Feuersalamander (Salamandra salamandra)
- Nördlicher Brillensalamander (Salamandrina perspicillata)
- Südlicher Brillensalamander (Salamandrina terdigitata)
- Alpen-Kammmolch (Triturus carnifex)
- Nördlicher Kammmolch (Triturus cristatus)
- Donau-Kammmolch (Triturus dobrogicus)
- Bureschs Kammmolch (Triturus ivanbureschi)
- Asiatischer Kammmolch (Triturus karelinii)
- Makedonischer Kammmolch (Triturus macedonicus)
- Marmormolch (Triturus marmoratus)
- Zwerg-Marmormolch (Triturus pygmaeus)

## Froschlurche(Anura)

### Unken und Barbourfrösche(Bombinatoridae)
- Rotbauchunke (Bombina bombina)
- Italienische Gelbbauchunke (Bombina pachypus)
- Gelbbauchunke (Bombina variegata)

### Geburtshelferkröten(Alytidae)
- Iberische Geburtshelferkröte (Alytes cisternasii)
- Südostiberische Geburtshelferkröte (Alytes dickhilleni)
- Mallorca-Geburtshelferkröte (Alytes muletensis)
- Gemeine Geburtshelferkröte (Alytes obstetricans)

### Scheibenzüngler(Discoglossidae)
- Iberischer Scheibenzüngler (Discoglossus galganoi)
- Cädiz-Scheibenzüngler (Discoglossus jeannaea) (alternativ: nur Unterart von D. galganoi)
- Korsischer Scheibenzüngler (Discoglossus montalentii)
- Gemalter Scheibenzüngler (Discoglossus pictus)
- Sardischer Scheibenzüngler (Discoglossus sardus)

### Europäische Schaufelfußkröten(Pelobatidae)
- Balkan-Schaufelkröte (Pelobates balcanicus)
- Messerfuß (Pelobates cultripes)
- Knoblauchkröte (Pelobates fuscus)
- Syrische Schaufelkröte (Pelobates syriacus)
- Östliche Knoblauchkröte (Pelobates vespertinus)

### Schlammtaucher(Pelodytidae)
- Portugiesischer Schlammtaucher (Pelodytes atlanticus)
- Kaukasischer Schlammtaucher (Pelodytes caucasicus)
- Pelodytes hespericus
- Iberischer Schlammtaucher (Pelodytes ibericus)
- Westlicher Schlammtaucher (Pelodytes punctatus)

### Zungenlose(Pipidae)
- Glatter Krallenfrosch (Xenopus laevis) (Neozoon)

### Kröten(Bufonidae)
- Berberkröte (Sclerophrys mauritanicus)
- Erdkröte (Bufo bufo-Komplex)
- Westliche Erdkröte (Bufo spinosus)[1]
- Kolchische Kröte (Bufo verrucosissimus)
- Balearen-Wechselkröte (Bufotes balearicus)
- Nordafrikanische Wechselkröte (Bufotes boulengeri) auf Sizilien, Favignana, Ustica und Lampedusa.
- Zyprische Wechselkröte (Bufotes cypriensis)
- Wechselkröte (Bufotes viridis)
- Kreuzkröte (Epidalea calamita)

### Laubfrösche(Hylidae)
- Europäischer Laubfrosch (Hyla arborea)
- Italienischer Laubfrosch (Hyla intermedia)
- Mittelmeer-Laubfrosch (Hyla meridionalis)
- Iberischer Laubfrosch (Hyla molleri)
- Östlicher Laubfrosch (Hyla orientalis)
- Tyrrhenischer Laubfrosch (Hyla sarda)
- Kleinasiatischer Laubfrosch (Hyla savignyi), auf Zypern

### Echte Frösche(Ranidae)
- Moorfrosch (Rana arvalis)
- Springfrosch (Rana dalmatina)
- Griechischer Frosch (Rana graeca)
- Spanischer Frosch (Rana iberica)
- Italienischer Frosch (Rana italica)
- Italienischer Springfrosch (Rana latastei)
- Kleinasiatischer Braunfrosch (Rana macrocnemis)
- Nordiberischer Grasfrosch (Rana parvipalmata)
- Pyrenäenfrosch (Rana pyrenaica)
- Grasfrosch (Rana temporaria)
- Bedriagas Wasserfrosch (Pelophylax cf. bedriagae)
- Italienischer Wasserfrosch (Pelophylax bergeri)
- Karpathos-Wasserfrosch (Pelophylax cerigensis)
- Kreta-Wasserfrosch (Pelophylax cretensis)
- Epirus-Wasserfrosch (Pelophylax epeiroticus)
- Teichfrosch (Pelophylax kl. esculentaus)
- Grafscher Hybridfrosch (Pelophylax kl. grafi)
- Italienischer Hybridfrosch (Pelophylax kl. hispanicus)
- Balkan-Wasserfrosch (Pelophylax kurtmuelleri)
- Kleiner Wasserfrosch (Pelophylax lessonae)
- Iberischer Wasserfrosch (Pelophylax perezi)
- Seefrosch (Pelophylax ridibundus)
- Skutari-Wasserfrosch (Pelophylax shqipericus)
- Amerikanischer Ochsenfrosch (Lithobates catesbeiana) (Neozoon)